# Ключи от неба
 «Ключи от неба»  — советский комедийный художественный фильм 1964 года.

## Сюжет
История приключений Семёна Лагоды — талантливого, но безалаберного парня-радиолюбителя — на службе рядовым в ракетном дивизионе ПВО. Из-за цепочки недоразумений ещё с «гражданки», между ним и лейтенантом Кирилловым постепенно возникли натянутые отношения, так как по вине Лагоды Кириллов расстался с любимой девушкой Аней.
После серии комических ситуаций все личные и служебные недоразумения разъясняются, а Лагода становится хорошим специалистом и даже принимает участие в перехвате настоящего самолёта-нарушителя.

## В ролях
- Александр Леньков — рядовой Семён Иванович Лагода
- Валерий Бессараб[1] — лейтенант Иван Кириллов
- Зоя Вихорева — Полина, невеста Семёна Лагоды
- Наталья Суровегина — Аня, невеста Ивана Кириллова
- Генрих Осташевский — полковник Андреев
- Александр Гай — майор Оленин
- Андрей Гончар — лейтенант Филин

### В эпизодах
- Вячеслав Воронин — лейтенант Самсонов
- Владимир Волков — водитель грузовика
- Владимир Гавронский — старшина
- Михаил Гордевский — сержант, дежурный по роте
- Анатолий Иванов — лейтенант Петров
- Маргарита Кошелева — жена лейтенанта Филина
- Анна Кушниренко — бабушка Полины
- Владимир Обручев
- Николай Рушковский — генерал-майор
- Людмила Сосюра — жена полковника Андреева
- Мария Капнист — лаборантка (в титрах не указана)
- Василий Фущич — начальник патруля (в титрах не указан)
- Виталий Дорошенко — фотокорреспондент Петров (в титрах не указан)
- Борис Харитонов — в титрах не указан
- Анна Николаева — в титрах не указана
- Юрий Лавров — Вадик (в титрах не указан)
- Николай Храмов — лодочник

В съёмках фильма принимали участие офицеры и курсанты третьего курса Житомирского радиотехнического училища ПВО.

## Съёмочная группа
- Сценарий — Ивана Стаднюка
- Текст песен — Василия Фёдорова и Бориса Палийчука (солдатская)
- Постановка — Виктора Иванова
- Главный оператор — Михаил Иванов
- Художник — Виктор Мигулько
- Режиссёр — Николай Сергеев
- Композитор — Вадим Гомоляка
- Звукооператор — Рива Бисноватая
- Оператор — Яков Резник
- Художник-декоратор — Пётр Максименко
- Грим — Александра Дубчака
- Костюмы — Татьяны Глинковой
- Монтаж — Николай Яценко
- Ассистенты:

режиссёра — Виктор Гресь, Борис Шеленко
оператора — Константин Лавров, Борис Лебедев, Виктор Осадчий
- Оркестр и хор украинского радио
  - Дирижёр — Вениамин Тольба
  - Хормейстер — Георгий Таранченко
- Комбинированные съёмки:

оператор — Григорий Сигалов
художник — Владимир Цырлин
- Главный военный консультант — генерал-полковник авиации Алексей Подольский
- Консультант — майор Виктор Георгиевич
- Редактор — Владимир Сосюра
- Директора картины — Николай Шаров, Леонид Низгурецкий

## Технические данные
Фильм цветной, односерийный, обычного формата, длительность 73 минуты.

## Факты
- В фильме показан реальный зенитный ракетный комплекс С-75 «Двина».
- Заглавную песню в фильме «Мы как лётчики, как лётчики крылаты…» исполняют курсанты Житомирского радиотехнического училища ПВО (дивизион, которым командовал полковник К. П. Туркин) в сопровождении оркестра училища.
- Сцены на прудах с лилиями снимались в Житомире. Это пруды на территории Житомирского военного училища.[3]
- В фильме звучат ария Каварадосси E lucevan le stelle из оперы Джакомо Пуччини «Тоска» в русском переводе в исполнении Сергея Лемешева и неаполитанская песня Chella llà[итал.] в исполнении тенора Альдо Конти и аккордеониста Джузеппе (Джо) Базиле[фр.].
- Имя главного героя Семен Лагода — имя реального человека, ранее широко известное. Семен Лагода — пулеметчик, служил в пограничных войсках, погиб в 1936 г. в ходе отражения нападения японцев. В довоенное время его именем называли улицы во многих городах.
- в фильме есть Севастополь, а ракетную часть снимали в Крыму на горе Меганом.